# Tomocerus minor
Espèce
Synonymes
- Macrotoma minor Lubbock, 1862

Tomocerus minor est une espèce de collemboles de la famille des Tomoceridae.

## Distribution
Ce collembole est très répandu, depuis l'Arctique à l'Europe, l'Asie occidentale et l'Asie centrale, au sud jusqu'en Chine et au Japon, dans le nord et sur les côtes Pacifique de l'Amérique du Nord, Hawaï, les Caraïbes et la Nouvelle-Zélande.

## Description

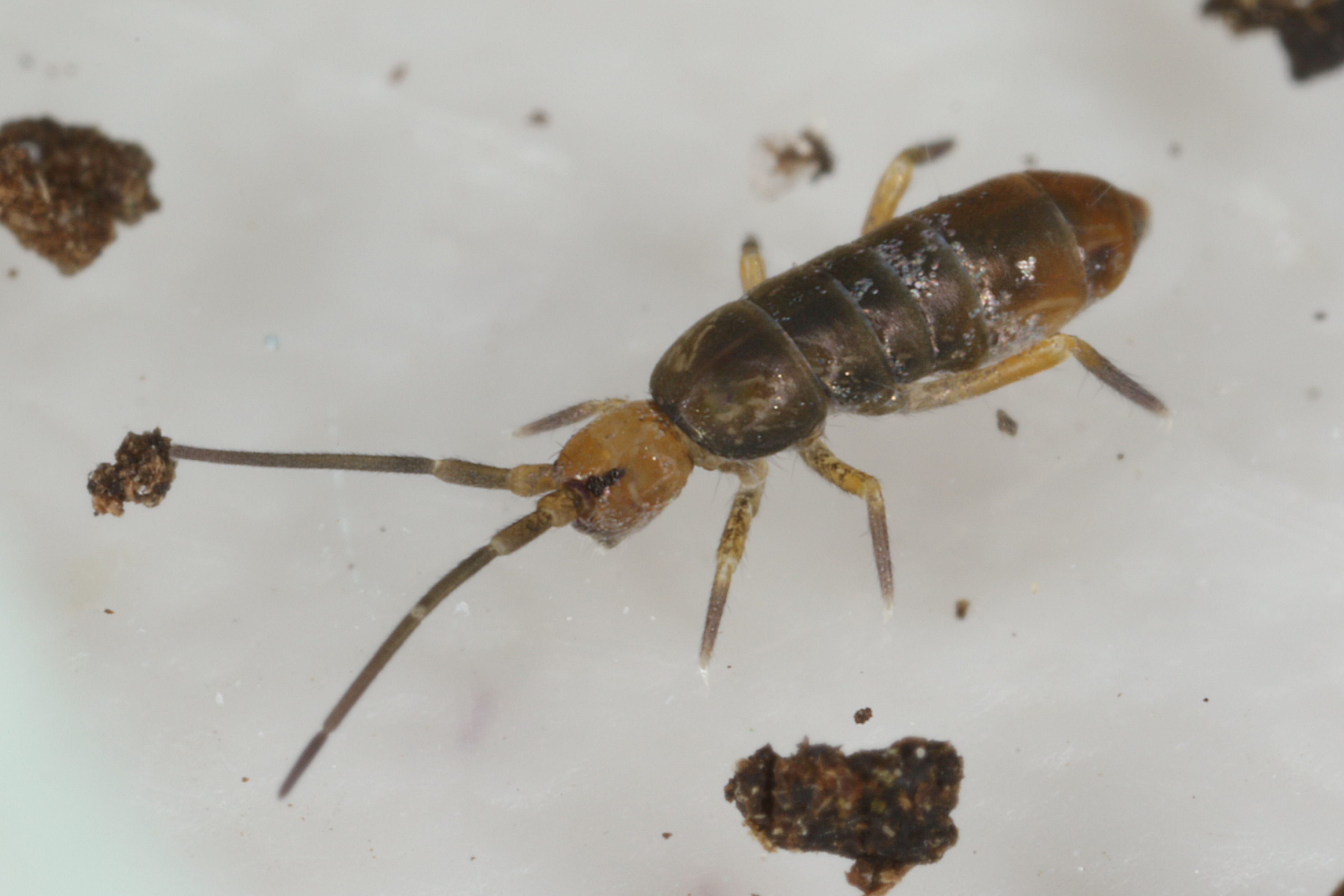
Tomocerus minor

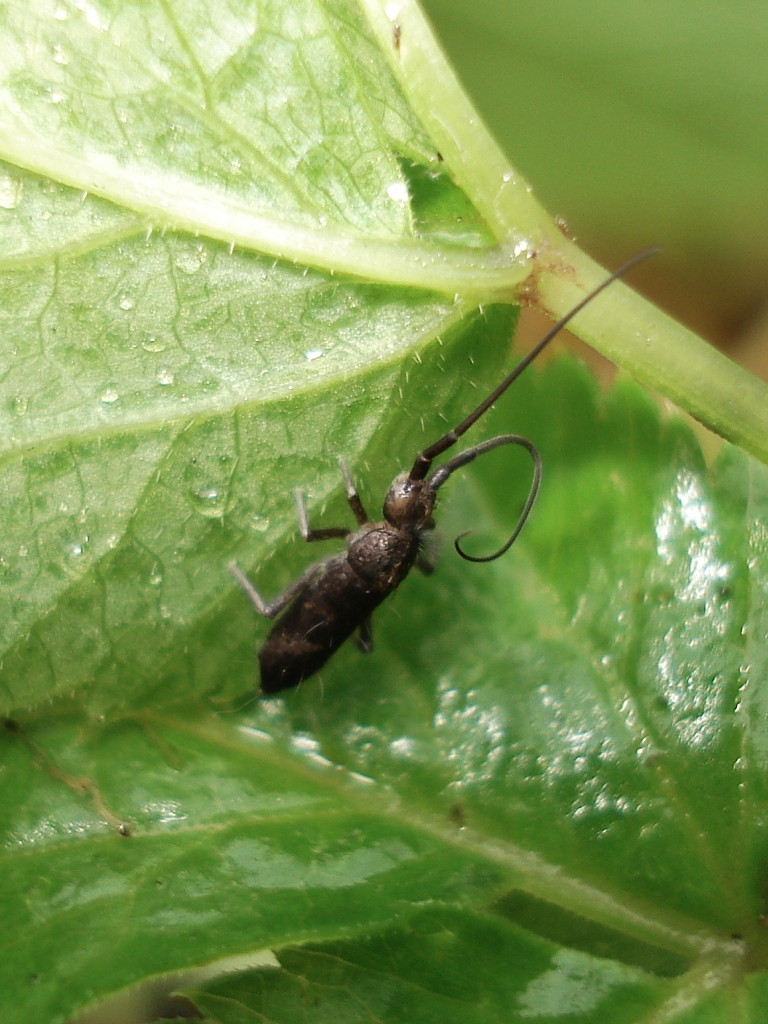
Tomocerus minor

Ce collembole mesure jusqu'à 4,5 mm de long. Les épines de la dentes (partie intermédiaire de la furcula) ont trois pointes, caractère permettant de distinguer à coup sûr l'espèce.

## Publication originale
- Lubbock, 1862 : Notes on the Thysanura. Part II. The Transactions of the Linnean Society of London, vol. 23, no 3, p. 589-601.